# Thomas Buchanan Read

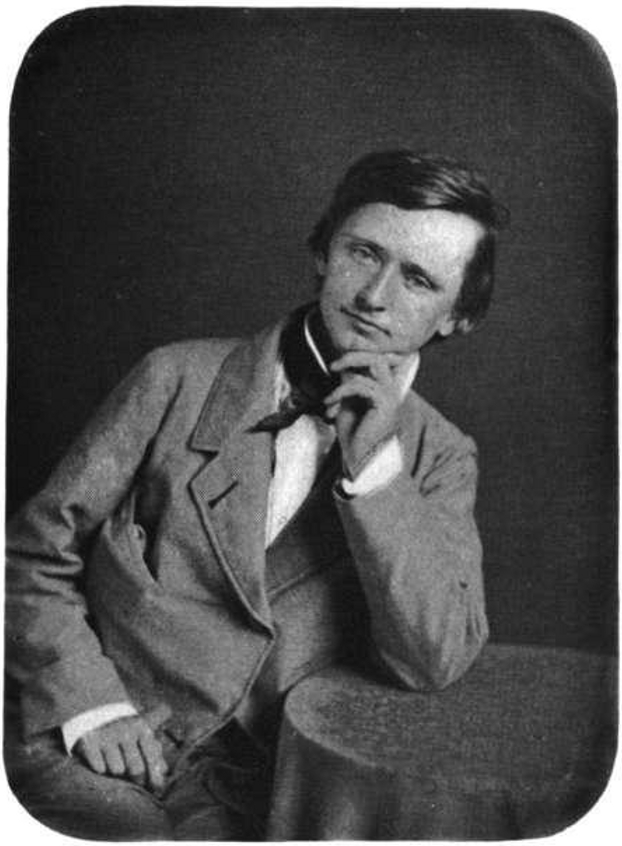
Thomas Buchanan Read, Foto um 1850

Thomas Buchanan Read (* 12. März 1822 in Corner Ketch bei Downingtown, Chester County, Pennsylvania; † 11. Mai 1872 in New York City) war ein US-amerikanischer Porträt- und Historienmaler, Bildhauer und Dichter.

## Leben
Aufgrund des frühen Todes seines Vaters wurde Read im Alter von zehn Jahren von seiner Mutter von der Schule genommen und zu einem örtlichen Schneider in die Lehre gegeben. Enttäuscht von den dortigen Bedingungen lief Read bald fort und gelangte nach Philadelphia, wo er seinen Lebensunterhalt als Angestellter eines Einzel- und Tabakhändlers bestritt. Mit fünfzehn Jahren lebte er bei seiner Schwester in Cincinnati (Ohio). Dort malte er Schilder. 1839 ging er bei dem Bildhauer Shobal Veil Clevenger (1812–1843) in die Lehre. Als Autodidakt und durch Unterricht bei Frederick Franks begann er ferner, sich mit der Malerei zu beschäftigen. Als er Talent für die Porträtmalerei zeigte, half ihm der kunstsinnige Immobilienunternehmer und Winzer Nicholas Longworth, ein eigenes Atelier in Cincinnati zu gründen.
1840 erlangte er erste größere Anerkennung durch ein Porträt, das er von dem Präsidentschaftskandidaten der Whig-Partei, William Henry Harrison, später 9. Präsident der Vereinigten Staaten, gemalt hatte. Anerkennung fand er auch für die Veröffentlichung erster Gedichte in der Zeitung Cincinnati Chronicle and Times. 1841 ging Read nach Boston. Dort freundete er sich mit dem Dichter Henry Wadsworth Longfellow und mit dem Maler Washington Allston an. Der nationalromantische Stil ihrer Arbeiten beeindruckte ihn nachhaltig. 1843 heiratete er Mary J. Pratt aus Ohio. Das Paar hatte zwei Töchter. 1850 reiste er nach Europa, wo er sich bis zu seiner Rückkehr in die Vereinigten Staaten im Jahr 1852 größtenteils in Italien aufhielt und zwischen Rom und Florenz pendelte. 1853 reiste er, diesmal in Begleitung seiner Familie, erneut nach Europa. Im Sommer verbrachte er einige Monate in Düsseldorf, damals Zentrum der Düsseldorfer Malerschule und Mittelpunkt einer Kolonie US-amerikanischer Maler. Reads literarisches Hauptwerk The New Pastoral entstand 1854 in Florenz, wo er mit seiner Frau und seinen beiden Töchtern Wohnsitz nahm. 1855 raffte eine Cholera-Epidemie Reads Frau und die Tochter Lilian dahin. Er und seine Tochter Alice überlebten die Familientragödie. Für eine kurze Zeit reiste er in die Vereinigten Staaten zurück, kam jedoch schon bald wieder nach Europa zurück. In der zweiten Hälfte der 1850er Jahre befand er sich in Rom und Umgebung. Dort bewegte er sich unter anderem in der Gesellschaft der Maler William Beard, Sanford Robinson Gifford, William Stanley Haseltine und Worthington Whittredge.

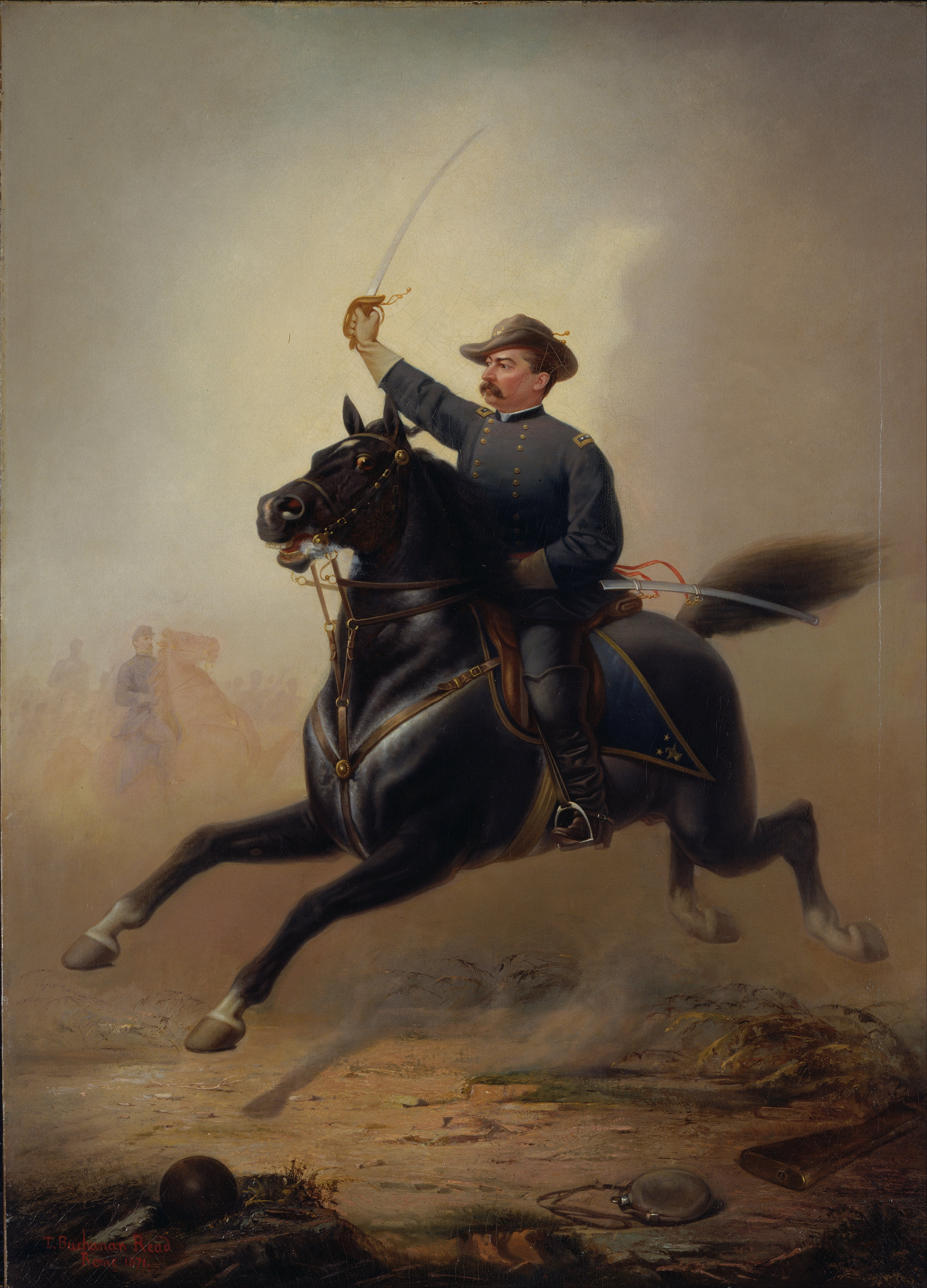
Sheridan’s Ride, Porträt des Generals Philip Sheridan auf seinem Schlachtross Winchester alias Rienzi, 1871

Der Ausbruch des Amerikanischen Bürgerkriegs veranlasste ihn, 1861 in die Vereinigten Staaten zurückzukehren, sich als Freiwilliger bei der United Staates Army zu melden und für die Sache der Nordstaaten in den Krieg zu ziehen. In den Stäben der Generäle Lew Wallace und William Starke Rosecrans stieg er in den Rang eines Majors auf. Die Kriegsereignisse verarbeitete Read dichterisch. Unter dem Titel Sheridan’s Ride schuf er 1864 eine Heldenballade, die einen beherzten Zwanzig-Meilen-Ritt des Generals Philip Sheridan auf dessen Pferd Winchester alias Rienzi verherrlichte, eine Leistung, welche nach der Legende zum Sieg der Nordstaaten in der Schlacht am Cedar Creek geführt hatte. Das Gedicht machte Read berühmt. 1871 verarbeitete er den Stoff im Auftrag der Union League of Philadelphia auch zu einem Doppelporträt von Ross und Reiter, nachdem er 1870 bereits eine Büste des Generals gefertigt hatte. Von dem Gemälde Sheridan’s Ride malte er mehrere Fassungen.
Im Jahr 1867 reiste Read mit seiner zweiten Ehefrau, Harriet Denison Butler aus Northampton in Massachusetts (1837–1935), nach Europa. Wieder zog es ihn nach Italien. Im Sommer 1868 hielt er sich erneut in Düsseldorf auf und besuchte dort seinen Landsmann John Robinson Tait. In Rom nahmen Read und seine Frau an den gesellschaftlichen Ereignissen der dortigen internationalen Künstlerszene teil. Das Gemälde A Painter’s Dream gilt als ein signifikantes Dokument der religiös und idealistisch inspirierten Atmosphäre dieser Zeit. 1871 erlitt Read einen Verkehrsunfall, von dem er sich nicht wieder erholte. 1872 begab er sich nach Liverpool, um mit dem Schiff die Rückreise in die Vereinigten Staaten anzutreten. Schon vor der Abreise zog er sich eine Erkältung zu, die sich während der Passage zu einer Lungenentzündung steigerte. Wenige Tage nach der Ankunft in New York City starb er im dortigen Hotel Astor House. Seine Überreste wurden auf dem North Laurel Hill Cemetery in Philadelphia beigesetzt.

## Werke (Auswahl)

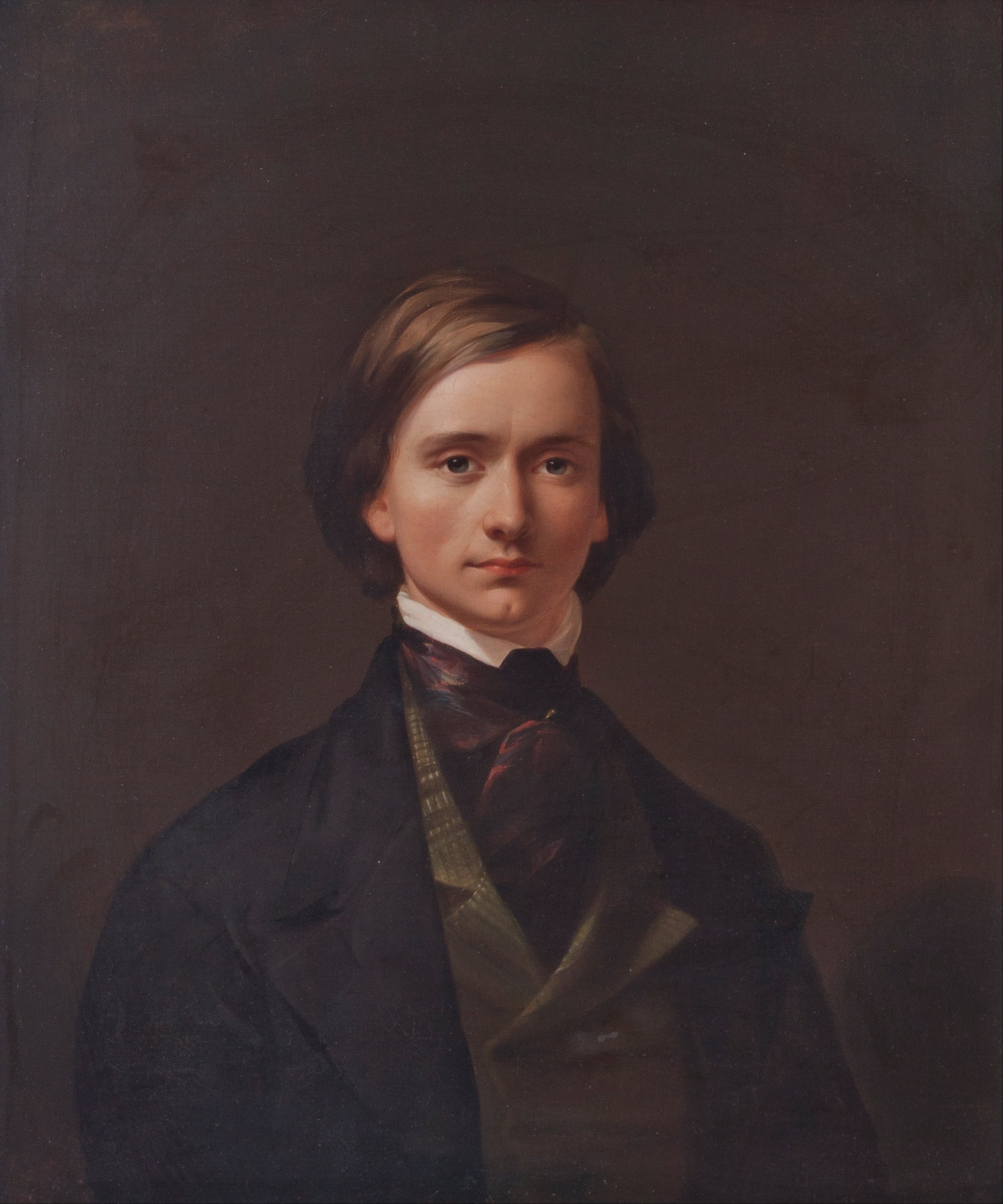
Thomas Buchanan Read, Selbstporträt um 1860

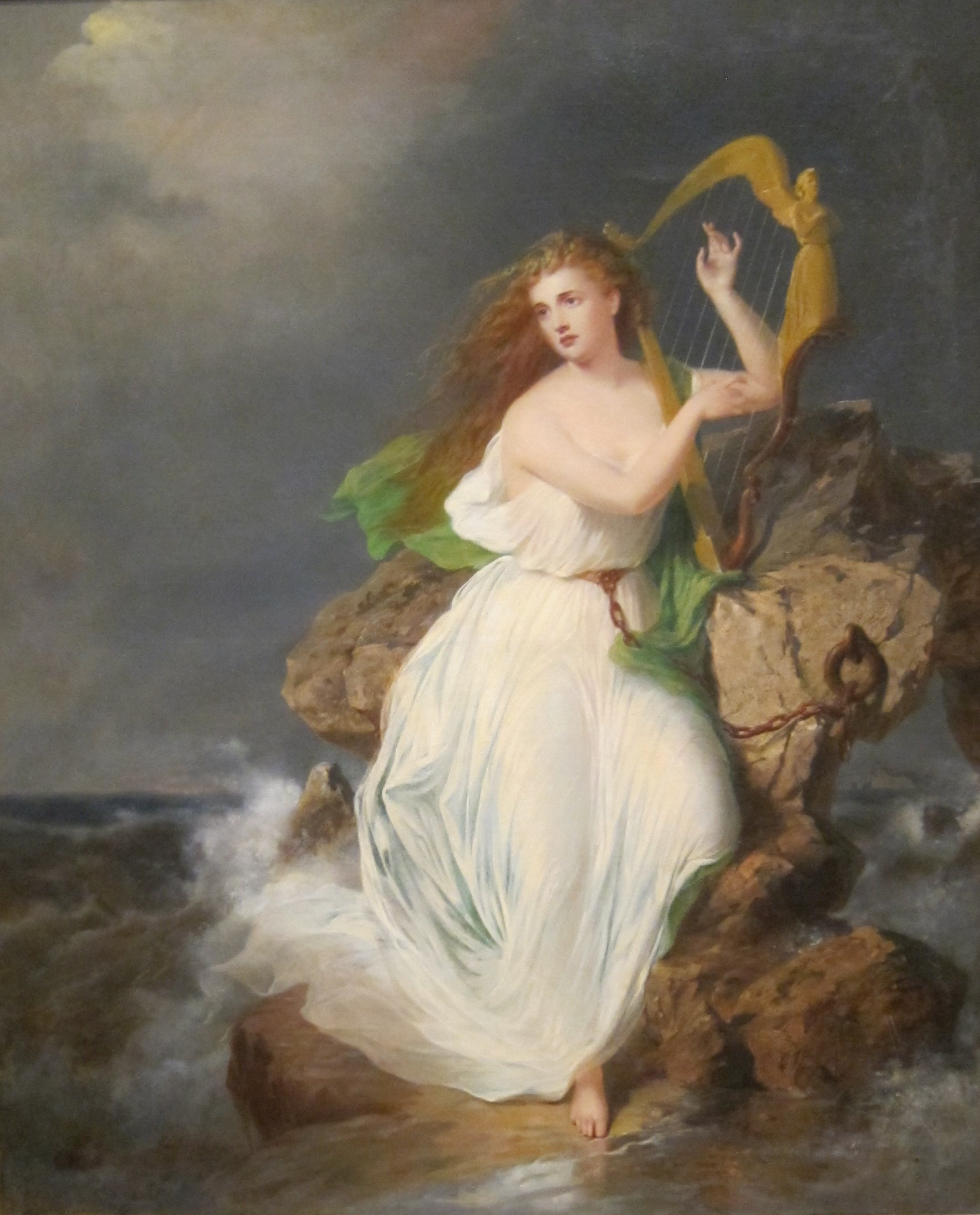
The Harp of Erin, 1867

### Gedichte
- Poems, 1847
- Lays and Ballads, 1849
- Thoraren the Skald, 1850
- The New Pastoral 1855
- The House by the Sea. A Poem, 1855
- Sylvia, or, The Last Shepherd An Eclogue, and Other Poems, 1857
- The Wagoner of the Alleghenies. A Poem of the Days of Seventy-Six, 1862
- Sheridan’s Ride, 1864
- The Oath, or, Ye Freemen, How Long Will Ye Stifle, 1864
- The Defenders, 1865

### Prosa
- Paul Redding. A Tale of the Brandywine, 1845
- The Pilgrims of the Great St. Bernard, 1853

### Biografien
- The Female Poets of America With Portraits, Biographical Notices, and Specimens of Their Writings, 1849, veröffentlicht bei E. H. Butler & Co., Philadelphia 1850 (Digitalisat)

### Malerei
- Titania and Puck (Midsummer Night’s Dream), 1854
- Henry Wadsworth Longfellow, Porträt, 1859
- Selbstporträt, um 1860
- The Harp of Erin, 1867, Cincinnati Art Museum
- A Painter’s Dream, 1869, Detroit Institute of Arts
- Sheridan’s Ride, 1871, National Portrait Gallery, Smithsonian Institute

### Bildhauerei
- General Philip Sheridan, Büste, 1870